# Beauzac
 Beauzac  es una población y comuna francesa, situada en la región de Auvernia, departamento de Alto Loira, en el distrito de Yssingeaux y cantón de Monistrol-sur-Loire.

## Demografía
| 1515 | 1472 | 1574 | 1867 | 1955 | 2061 |
| Para los censos de 1962 a 1999 la población legal corresponde a la población sin duplicidades (Fuente: INSEE [Consultar]) |      |      |      |      |      |